# Ревазов, Эдвин Юрьевич
Эдви́н Ю́рьевич Рева́зов (род. 30 декабря 1983, Севастополь) — артист балета, премьер Гамбургской государственной оперы с 2010 года.

## Биография
Родился 30 декабря 1983 года в Севастополе. Отец — осетин, мать — эстонка.
В 1996 году вместе с двумя старшими братьями приехал в Москву и после неудачной попытки поступления в Московское хореографическое училище, они поступили в Школу классического танца Г. В. Ледяха (педагог Б. Г. Рахманин).
В 2000 году поехал в Лозанну на конкурс артистов балета, где его заметил хореограф Джон Ноймайер. В 2001 году по приглашению Джона Ноймайера переехал в Гамбург и продолжил обучение в школе балета при Гамбургском оперном театре (педагог Радик Зарипов).
В 2003 году был принят артистом балета в труппу Гамбургского балета при Гамбургском оперном театре. В 2007 году стал солистом, в 2010 — премьером труппы.
В 2007 году был отмечен премией Вильгельма Обердорфера.
Попробовал себя в качестве хореографа, представив в гамбургских мастерских «Молодые хореографы» пьесы «Коко Рози» на музыку этого дуэта (2011), «Зозуля» на музыку М. Садовской и Д. Ланга (2012), «Анима» (2015) и «Весна» (2016).
20 марта 2014 года исполнял партию Армана Дюваля на московской премьере балета «Дама с камелиями» в Большом театре. В январе 2016 года исполнял главную партию в балете «Пер Гюнт» Альфреда Шнитке во второй редакции Джона Ноймайера во время гастролей Гамбургского балета в Москве на сцене Большого театра.

### Семья
- Отец — Юрий Ревазов
- Братья:
  - Олег
  - Алан, режиссёр, хореограф, артист Парижского кабаре «Мулен Руж» (с 2000 года)
  - Ян, фотограф
  - Дан, танцовщик, артист берлинского театра «Фридрихштадтпаласт»
- Жена — Анна Лаудере, балерина, первая солистка Гамбургского оперного театра[1]

## Партии
Первый исполнитель следующих партий в балетах Ноймайера:
- Тадзио — «Смерть в Венеции» на музыку И.-С. Баха и Р. Вагнера (2003)
- Парсифаль — «Парсифаль. Эпизоды и эхо» на музыку Дж. Адамса, А. Пярта и Р. Вагнера (2006)
- Аполлон — «Орфей» на музыку И. Стравинского, Г. И. Ф. Бибера, П. Блегвада и Э. Партриджа (2009)
- Муж матери — «Рождественская оратория» на музыку И.-С. Баха (2013)
- Скерцо — «Чистилище» (Purgatorio) на песни А. Малер и музыку Десятой симфонии Г. Малера (2011)

Также в репертуаре:
- Онегин — «Онегин» на муз. П. Чайковского (хореография Джона Кранко)
- Гюнтер — «Щелкунчик» П. Чайковского
- Александр — «Лебединое озеро» П. Чайковского
- Дягилев — «Нижинский» на муз. Ф. Шопена, Р. Шумана, Н. Римского-Корсакова и Д. Шостаковича
- Онегин — «Татьяна» (хореография Джона Ноймайера)
- Лизандр — «Сон в летнюю ночь» на муз. Ф. Мендельсона-Бартольди и Д. Лигети
- Ромео, брат Лоренцо — «Ромео и Джульетта» С. Прокофьева
- Медведенко — «Чайка» Р. Щедрина
- Кассио — «Отелло» на муз. А. Пярта и А. Шнитке
- Арман Дюваль — «Дама с камелиями» на муз. Ф. Шопена
- Гамлет — «Гамлет» Д. Шостаковича
- Герцог Альберт — «Жизель» А. Адана
- Мэдж — «Сильфида» Г. Левенскольда
- Кифейбер, друг Аллана — «Трамвай „Желание“» на музыку С. Прокофьева и А. Шнитке
- Ангел — «Легенда об Иосифе» Р. Штрауса
- Эндимион — «Сильвия» Л. Делиба
- Вольфганг Амадей — «Окно в Моцарта» на музыку В. А. Моцарта, А. Шнитке, Л. ван Бетховена, В. фон Швайница
- Пер Гюнт — в балете «Пер Гюнт» А. Шнитке, хореография Джона Ноймайера
- Блудный сын — в балете «Блудный сын» С. Прокофьева, хореография Д. Баланчина